# Pinacites calvipennis
Pinacites calvipennis är en insektsart som först beskrevs av Alexander Fyodorovich Emeljanov 1972.  Pinacites calvipennis ingår i släktet Pinacites och familjen kilstritar. Inga underarter finns listade i Catalogue of Life.